# Yaoshan (sockenhuvudort i Kina, Zhejiang Sheng, lat 29,96, long 119,07)
Yaoshan är en sockenhuvudort i Kina. Den ligger i provinsen Zhejiang, i den östra delen av landet, omkring 110 kilometer väster om provinshuvudstaden Hangzhou. Antalet invånare är 7 766. Befolkningen består av 3 936 kvinnor och 3 830 män. Barn under 15 år utgör 14,0 %, vuxna 15-64 år 73 %, och äldre över 65 år 12,0 %.
Runt Yaoshan är det ganska tätbefolkat, med 75 invånare per kvadratkilometer. Närmaste större samhälle är Linqi, 13,3 km söder om Yaoshan. I omgivningarna runt Yaoshan växer i huvudsak blandskog.
Genomsnittlig årsnederbörd är 2 236 millimeter. Den regnigaste månaden är juni, med i genomsnitt 456 mm nederbörd, och den torraste är januari, med 80 mm nederbörd.